# DHL Air UK
DHL Air, costituita come DHL Air (UK) Ltd., è una compagnia aerea cargo con sede a Orbital Park, Hounslow. È interamente di proprietà di Deutsche Post e DHL e fornisce servizi sulla rete del gruppo DHL in Europa. La base principale è l'aeroporto East Midlands di Derby.

## Storia
La società fu fondata come Elan Air Freight nell'ottobre 1982 e divenne DHL Air nell'agosto 1989. Elan Air operava voli charter cargo notturni per conto di DHL utilizzando Armstrong Whitworth A.W. 650 "Argosy" e Handley Page Dart Herald, tutti noleggiati da terzi. Successivamente fu acquistata la versione tutto-merci "Merchantman" del Vickers Vanguard e ne erano in servizio tre quando divenne DHL Air.
La società dispone di una licenza di esercizio di tipo A (AOC) dell'autorità per l'aviazione civile del Regno Unito dal 30 novembre 2001 per il trasporto di passeggeri, merci e posta su aeromobili con una capacità di 20 o più posti a sedere. Tali operazioni di volo sono iniziate nel dicembre.

## Flotta

### Flotta attuale

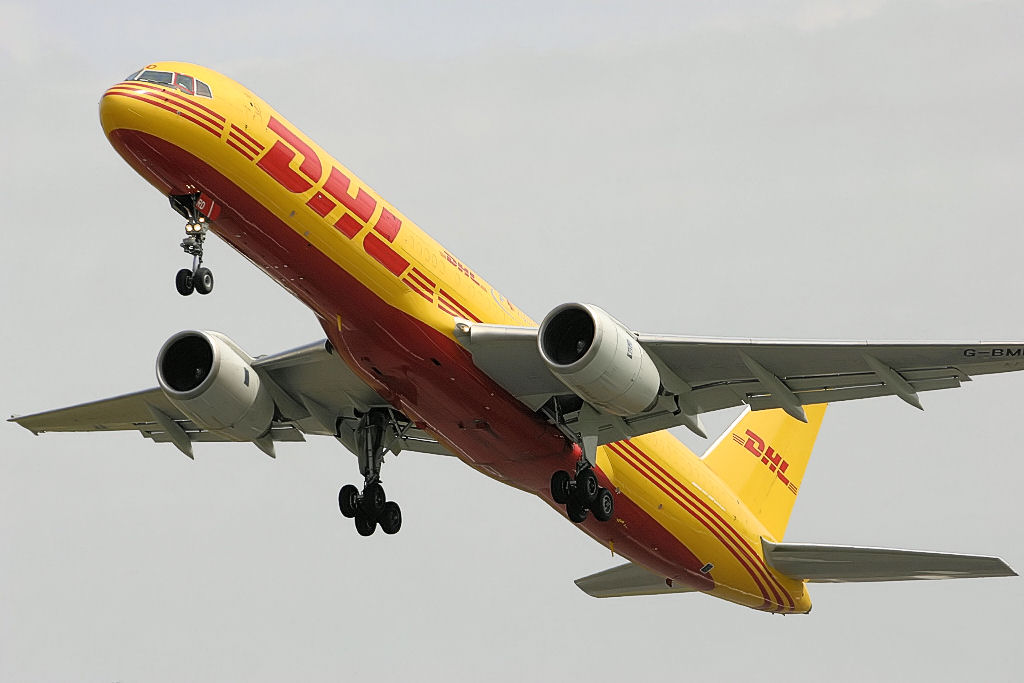
Un Boeing 757-200.

A gennaio 2024 la flotta di DHL Air UK è così composta:

### Flotta storica[5]
- Armstrong Whitworth AW.660 Argosy
- Handley Page Dart Herald
- Vickers Vanguard